# Августа София Великобританская
Принцесса Августа София Великобританская (8 ноября 1768[…], Вестминстер, Большой Лондон — 22 сентября 1840[…], Кларенс-хаус, Большой Лондон) — шестой ребёнок и вторая дочь короля Великобритании Георга III и Шарлотты Мекленбург-Стрелицкой.

## Биография

### Ранняя жизнь
Принцесса Августа София родилась в Букингемском дворце в Лондоне и была шестым ребёнком и второй дочерью Георга III (1738—1820) и его жены королевы Шарлотты. Её отец очень хотел, чтобы родилась девочка и к его восторгу родилась Августа София. Принцесса была крещена 6 декабря 1768 года архиепископом Кентерберийским Фредериком Корнуоллисом в Сент-Джеймсском дворце.
Юная принцесса была средней из старшего трио принцесс: вместе с ней росли принцесса Шарлотта (род. в 1766 году) и принцесса Елизавета (род. в 1770 году). В 1771 году две старшие принцессы отправились во дворец Кью, чтобы учиться под наблюдением леди Шарлотты Финч и мисс Планта. Принцессы учились обычным женским занятиям, таким как манеры, музыка, танцы и искусство, но их мать также проследила за тем, чтобы они изучали английский, французский, немецкий и географию, а также имели хорошо образованных гувернанток.

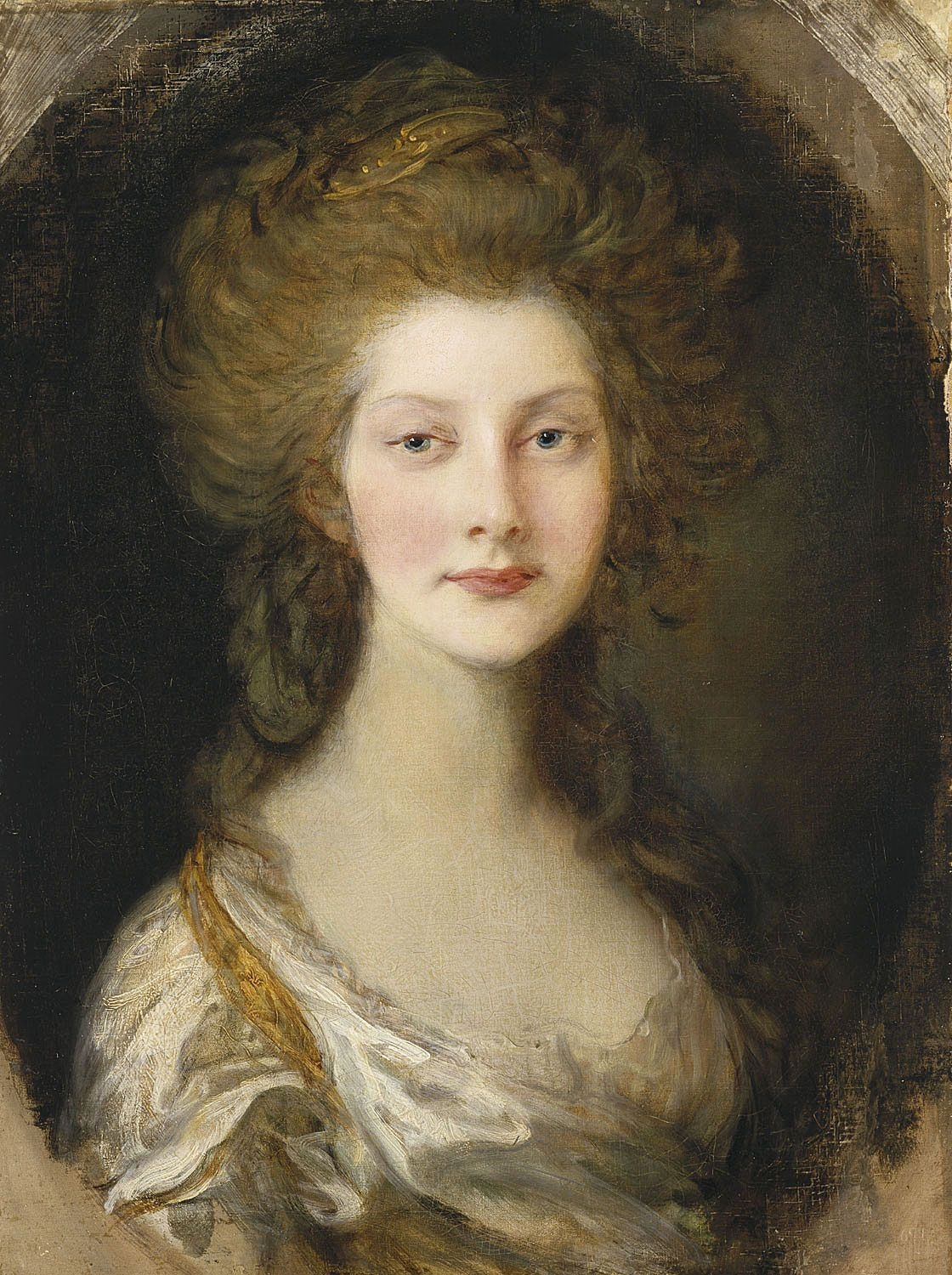
Принцесса Августа в возрасте тринадцати лет.

В 1782 году Августа дебютировала в обществе на праздновании дня рождения короля. В августе 1783 года родилась самая младшая дочь короля, Амелия. Августа стала крестной матерью сестры вместе с Шарлоттой и Георгом.
К подростковому возрасту три старших принцессы проводили много времени с родителями. Они сопровождали их в театр, оперу и суд, причём принцессы всегда одевались одинаково во время выходов в свет. На одном из мероприятий она познакомилась с Джоном Адамсом. Августа была очень дружна со своими братьями Эрнестом, Августом и Адольфом. Она также была очень близка со своей сестрой Елизаветой, но не с Шарлоттой, поскольку та часто вела себя надменно из-за своего титула Королевской принцессы. В июле 1783 года Августа и Шарлотта получили фрейлин. Хотя обучение принцесс подходило к концу, их мать не терпела, если у них было свободное время, поэтому они продолжали уделять много времени занятиям.

### Юность и последующая жизнь
К 1785 году Августа и Шарлотта достигли возраста, когда их можно было считать потенциальными невестами для иностранных принцев. В том же году наследный принц Дании (позже король Фредерик VI) сообщил Георгу III, что предпочтёт брак с британской принцессой любому другому. Предполагается, что он благоволил Августе, а не её старшей сестре. Однако король заявил, что после ужасного обращения короля Кристиана VII с его младшей сестрой, он никогда не отправит одну из своих дочерей в Данию. В 1797 году Августа получила предложение от принца Фредерика Адольфа из Швеции, что не было одобрено шведским королевским домом. Британская принцесса была призом, однако отец Августы всё больше не желал допустить, чтобы его дочери выходили замуж.
Не имея возможность выйти замуж, некоторые дочери Георга III начинали отношения с мужчинами при дворе. Примерно 1800 году Августа София впервые встретилась с сэром Брентом Спенсером, старшим офицером в британской армии. В 1812 году она писала своему брату, будущему королю Георгу IV, но в то время принцу-регенту, что они начали связь в 1803 году. В 1805 году он был назначен шталмейстером короля. В 1812 году Августа попросила принца-регента дать согласие на её брак со Спенсером. Хотя никаких записей о браке между ними не существует, в 1818 году во время брака её сестры Елизаветы в суде Гессен-Хомбург было отмечено, что Августа «замужем в частном порядке». Именно Спенсер сообщил Августе о смерти её матери в том же году, и по слухам Спенсер сжимал в руке медальон с изображением Августы в день своей смерти в 1828 году.

### Смерть
Августа София умерла 22 сентября 1840 года в Кларенс-хаус, и была похоронена в часовне Святого Георгия в Виндзоре 2 октября.

### Титул
- 8 ноября 1768 — 22 сентября 1840: Её Королевское Высочество принцесса Великобританская